# Niżnieje Nikitino (obwód wołogodzki)
Niżnieje Nikitino (ros. Нижнее Никитино) – wieś w Rosji, w rejonie kiczmiengsko-gorodieckim obwodu wołogodzkiego. W 2010 r. liczyła 2 mieszkańców.